# Tell Me What You See
Tell Me What You See è un brano dei Beatles scritto dal duo compositivo Lennon-McCartney, pubblicato in Europa sull'album Help! e negli Stati Uniti sull'album Beatles VI.

## Descrizione

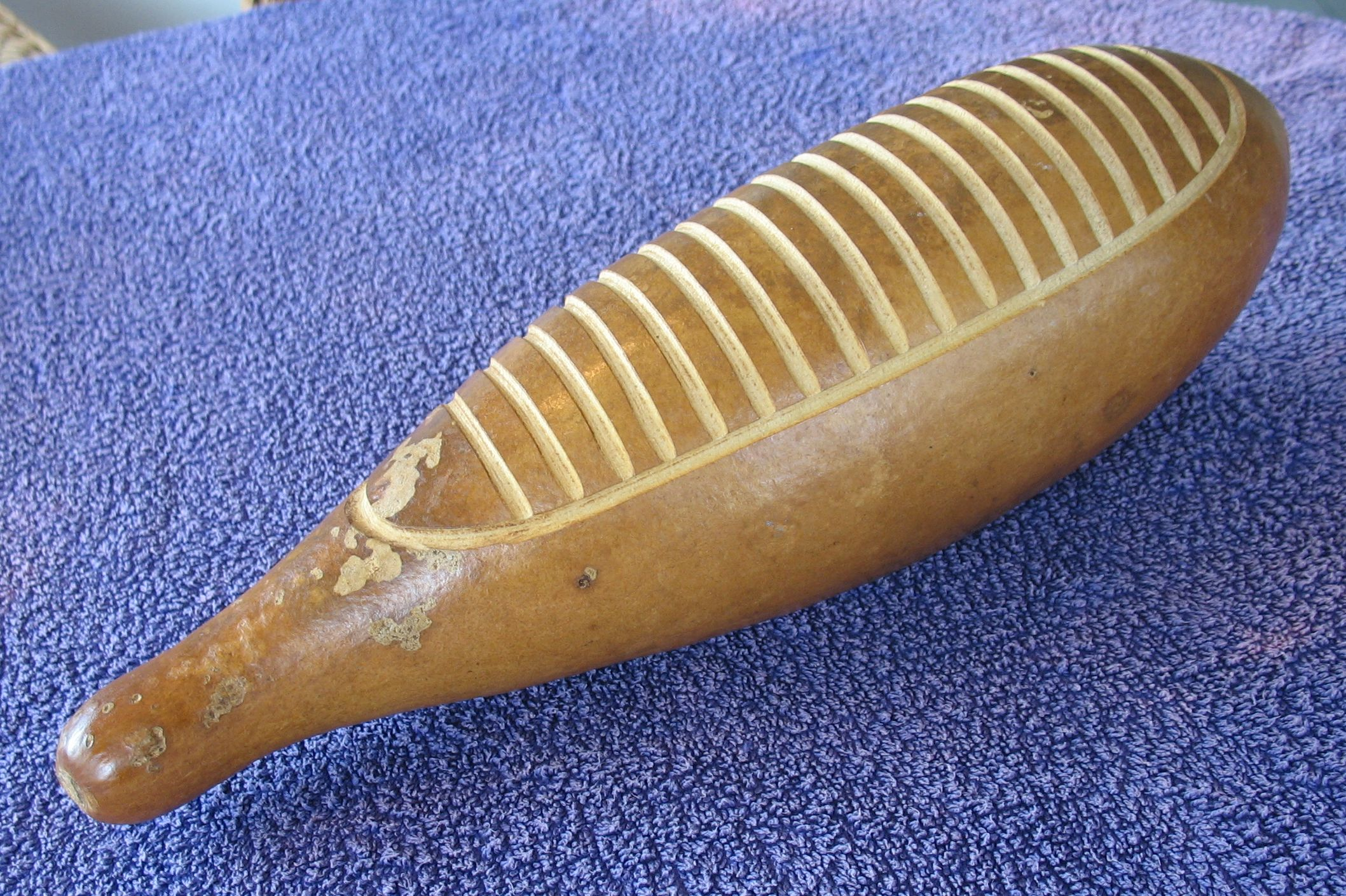
Un güiro, fra gli strumenti che appaiono nel brano

Il brano è stato scritto principalmente da Paul McCartney; egli ha detto che probabilmente ha scritto lui il 60% della canzone e Lennon il 40%, ma che potrebbe essere anche totalmente sua. Il compagno ha invece dichiarato di non aver partecipato alla composizione della canzone. Ugualmente, McCartney la considera un filler, un riempitivo. Forse alcuni versi possono essere stati ispirati dal brano And I Love Her, la melodia del ritornello cantata nella coda "con la bocca chiusa" da All I've Got to Do, mentre invece è il primo brano di McCartney nel quale una strofa ha volume ed intensità differenti rispetto alle altre, cosa che in seguito accadrà ad I'm Looking Through You e a Got to Get You into My Life.
Venne proposto a Richard Lester per il film Help!, ma la rifiutò, per cui venne messa nel lato B dell'album Help!. La registrazione avvenne il 18 febbraio 1965, lo stesso giorno di If You've Got Trouble e di You've Got to Hide Your Love Away. Vennero registrati quattro nastri del brano; l'ultimo venne considerato il migliore e venne sfruttato per i mixaggi mono, effettuato il 20 febbraio, e stereo. Nel brano compaiono differenti percussioni, abbastanza inusuali per il gruppo, ed un piano elettrico Hohner Pianet, strumento che caratterizza anche The Night Before e You Like Me Too Much, dello stesso album. Le chitarre elettriche sono suonate con pennata a rovescio, elemento tipico di brani folk.

## Formazione
- Paul McCartney: voce, piano elettrico, basso elettrico
- John Lennon: voce, chitarra ritmica
- George Harrison: chitarra solista
- Ringo Starr: batteria, claves, tamburello, güiro[3]

Alcune fonti non indicano la chitarra solista di Harrison, ma sostengono che sia stato lui a suonare il güiro.